# Морська Марія Іванівна (Овчаренко)
Марі́я Іва́нівна Морська́ (Ліхманович, Овчаренко; нар. 20 (8) липня 1872, Москва — пом. 15 (2) квітня 1907, Одеса) — російська драматична актриса, антрепренер. Відома за виступами в Театрі Соловцова у Києві (1896—1901). Працювала в одеських театрах (1903—1904). Очолювала власну драматичну школу в Одесі.

## Життєпис
Закінчила курс в московському пансіоні 1-го розряду Л. П. Добринської і вступила в приватну школу драматичного мистецтва Олександра Пилиповича Федотова, яку закінчила 1892 року. У березні того року виступила в екзаменаційному спектаклі на сцені Московського Німецького Клубу.
Служила в приватних антрепризах в Ярославлі (1892—1893), Петербурзі (театр «Неметті», 1894—1895).
1896—1901 — актриса київського театру «Соловцов». За амплуа — інженю.
1901 з успіхом дебютувала на сцені Александринського театру в Петербурзі, але до трупи не була зарахована.
Працювала в петербурзькому Новому театрі Л. Б. Яворської (1901—1902), в Саратові і Казані (антреприза Миколи Івановича Собольщикова-Самаріна, 1902—1903).
1903—1904 — працює в антрепризі О. І. Сибірякова в Одесі.
Сезон 1905—1906 років на сцені не виступала, повністю присвятивши себе педагогічній діяльності.
До 1907 очолювала власну театральну школу в Одесі.
Гра Марії, яка виконувала переважно ролі кокетливих молодих жінок (grande coquette), відрізнялась життєрадісністю, запалом, невимушеністю.
Пішла з життя 1907 року. Була похована на Першому Християнському цвинтарі Одеси. 1937 року комуністичною владою цвинтар було зруйновано. На його місці був відкритий «Парк Ілліча» з розважальними атракціонами, а частина була передана місцевому зоопарку. Нині достеменно відомо лише про деякі перепоховання зі Старого цвинтаря, а дані про перепоховання Морської відсутні.

## Ролі
- Мадам Сан-Жен («Мадам Сан-Жен» В. Сарду і Е. Море)
- Ніна («Брехня» Олени Дубельд-Зеланд)
- Ніна Зарєчная («Чайка» А. Чехова)
- Наташа («Своя сім'я» О. Шаховського, О. Грибоєдова і М. Хмельницького)
- Оля («Клуб холостяків» М. Балуцького)
- Принцеса Мрія («Принцеса Мрія» Е. Ростана)